# Уставни суд Републике Бугарске
Уставни суд Републике Бугарске (буг. Конституционен съд на Република България) контролише уставност закона и других аката Народног собрања и указа предсједника Републике.
Под уставношћу се подразумијева усклађеност закона према Уставу и међународним уговорима који су ратификовани у Народном собрању. Уставни суд не контролише уставност владиних и министарских наредби него то ради Врховни управни суд. Одлуке Уставног суда су коначне и на њих нема право жалбе.
Уставни суд се састоји из 12 чланова који се именују на рок од девет година. Трећину именује Народно собрање, трећину предсједник Републике и трећину сама судска власт. Предсједник Уставног суда се именује на рок од три године.